# Droga I/67 (Słowacja)
Droga krajowa nr 67 (słow. cesta I. triedy 67, I/67) – droga krajowa I kategorii na Słowacji mająca swój początek na granicy z Węgrami i kończąca się na granicy z Polską na Łysej Polanie. Jej długość wynosi 140,84 km. Przebiega przez trzy kraje: bańskobystrzycki, koszycki i preszowski. Między miastem Tornaľa a Rożniawą następuje przerwa w jej przebiegu gdyż miasta te łączy droga krajowa nr 16. Przechodzi na obszarach dwóch parków narodowych: Słowackiego Raju (na długości ok. 25 km) i Tatrzańskiego Parku Narodowego (ok. 20 km). Od skrzyżowania z drogą krajową nr 537 jest fragmentem Drogi Wolności.

## Ważniejsze miejscowości leżące na trasie DK67
- Tornaľa
- Rożniawa
- Dobszyna
- Poprad
- Kieżmark
- Biała Spiska